# Tigerlily (Natalie Merchant)
Tigerlily è il primo album in studio da solista della cantautrice statunitense Natalie Merchant, pubblicato nel 1995 dopo aver lasciato il gruppo 10,000 Maniacs.

## Tracce
1. San Andreas Fault – 3:57
2. Wonder – 4:26
3. Beloved Wife – 5:03
4. River – 5:32
5. Carnival – 5:59
6. I May Know the Word – 8:07
7. The Letter – 2:12
8. Cowboy Romance – 4:39
9. Jealousy – 2:41
10. Where I Go – 3:59
11. Seven Years – 5:31